# لويس ديفيد مارتينيز
لويس ديفيد مارتينيز (بالإسبانية: Luis David Martínez) هو لاعب كرة مضرب فنزويلي، ولد في 12 مايو 1989 في لارا في فنزويلا.

## وصلات خارجية
- لويس ديفيد مارتينيز على موقع رابطة محترفي التنس (الإنجليزية)
- لويس ديفيد مارتينيز على موقع الاتحاد الدولي لكرة المضرب (الإنجليزية)
- لويس ديفيد مارتينيز على موقع كأس ديفيز (الإنجليزية)
- لويس ديفيد مارتينيز على موقع خلاصة التنس.كوم (الإنجليزية)